# Oncocnemis laticosta
Oncocnemis laticosta är en fjärilsart som beskrevs av Dyar 1904. Oncocnemis laticosta ingår i släktet Oncocnemis och familjen nattflyn. Inga underarter finns listade i Catalogue of Life.